# Лихолетов, Георгий Антонович
Георгий Антонович Лихолетов (4 апреля 1915 — дата смерти неизвестна) — комбайнёр, бригадир колхоза «Новая жизнь» Иссык-Кульского района Иссык-Кульской области Киргизской ССР. Герой Социалистического Труда (1971). Участник Великой Отечественной войны.

## Биография
Родился 4 апреля 1915 года в селе Кардаилово Оренбургского уезда Оренбургской губернии (ныне в Илекском районе Оренбургской области).
Окончил на селе школу, курсы трактористов и трудился в колхозе до мобилизации в январе 1942 года в Красную Армию.
На фронте с мая 1942 года. Служил молотобойцем в составе 69-го восстановительного железнодорожного батальона 4-й железнодорожной бригады. В 1945 году медалью «За отвагу».
Бригада под руководством Георгия Лихолетова досрочно выполнила коллективное социалистическое обязательство и плановые задания Восьмой пятилетки (1966—1970). Указом Президиума Верховного Совета СССР от 8 апреля 1971 года удостоен звания Героя Социалистического Труда «за выдающиеся успехи, достигнутые в развитии сельскохозяйственного производства и выполнении пятилетнего плана продажи государству продуктов земледелия и животноводства» с вручением ордена Ленина и золотой медали Серп и Молот.
С 1976 года — персональный пенсионер союзного значения.